# Pierre Daix
Pour les articles homonymes, voir Daix.
Pierre Daix, né le 24 mai 1922 à Ivry-sur-Seine et mort des suites d'un cancer le 2 novembre 2014  à Paris 14e, est un journaliste, écrivain et historien de l'art français.

## Biographie

### Résistant et militant communiste
Fils d'une directrice d'école, laïque, et d'un gendarme, pacifiste, Pierre Daix adhère au Parti communiste français, à 17 ans, en 1939. Élève au Lycée Henri IV à Paris, il vient juste d'avoir son baccalauréat et le Parti communiste est interdit pour avoir soutenu le pacte germano-soviétique … En juillet 1940, il crée un club étudiant du Centre laïque des auberges de la jeunesse (Claj) qui sert de paravent légal à l'Union des étudiants communistes clandestine. Résistant, il est un des organisateurs des manifestations étudiantes du début du mois de novembre 1940. Il est arrêté une première fois le 28 novembre 1940. Il fait connaissance avec la prison de la Santé. Libéré en février 1941, arrêté de nouveau en janvier 1942, des prisons de Fresnes puis de Clairvaux, il est déporté en mars 1944 au camp de concentration de Mauthausen. Connaissant l'allemand, il travaille dans le camp avec l'organisation de résistance internationale clandestine et aide à sauver des résistants français sans distinction d'origine politique.
À la Libération, il est nommé chef de cabinet du ministre communiste Charles Tillon au ministère de l'Air, de l'Armement et de la Reconstruction. Après le départ des ministres communistes du gouvernement, en 1947, il est directeur-adjoint des Éditions sociales, la maison d'édition du PCF.
Il devient un ami intime du peintre Pablo Picasso, qui vient d'adhérer au Parti communiste, et qu'il rencontre pour la première fois en novembre 1945.

### Journaliste
Dans son article, « Pierre Daix, matricule 59 807 à Mauthausen », paru dans Les Lettres françaises le 17 novembre 1949, il nie l'existence d'un univers concentrationnaire en Union soviétique et répond ainsi négativement à la demande du militant trotskiste David Rousset d'une commission d'enquête sur l'existence de camps de concentration en URSS,.
Sa carrière de journaliste commencée en décembre 1946 au journal France d'abord, se poursuit en mai-juin 1947 comme rédacteur en chef de L'Avant-garde, le journal de l'Union de Jeunesse républicaine de France. Entre 1948 et 1950 il est rédacteur en chef des Lettres françaises, dont le directeur officiel est l'écrivain Claude Morgan (1950), mais que Louis Aragon est chargé de piloter en sous-main. Il est selon ses propos « parachuté à la direction de Ce soir, au milieu de la dernière nuit du XIIe congrès du Parti communiste » (avril 1950). Il est en fait directeur-adjoint de ce quotidien communiste du soir, dont Louis Aragon est le directeur nominal. Dans ses mémoires, il théorisera l'idées d'attaques menées selon lui depuis décembre 1950 sur le terrain de l’art par Auguste Lecoeur pour opposer le peintre André Fougeron à Picasso et à Léon Moussinac, qui selon lui aurait tenté de suicider, ce que « les éditeurs ne confirment pas ». Maurice Thorez avait lui-même déclaré lors du XIIe congrès du Parti communiste français tenu à Gennevilliers du 2 au 6 avril 1950 avoir « demandé à nos écrivains, à nos philosophes, à nos peintres, à nos artistes de se battre sur les positions idéologiques et politiques de la classe ouvrière » pour s'opposer « aux œuvres décadentes des esthètes bourgeois partisans de l’art pour l’art, au pessimisme sans issue et à l’obscurantisme rétrograde des “philosophes” existentialistes, au formalisme des peintres pour qui l’art commence là où le tableau n’a pas de contenu ». En 1951, le début de l’affaire Slansky visa des amis tchèques comme Artur London. En France, l’affaire Marty-Tillon touche au même moment son ancien « patron » Charles Tillon qu'il a accablé devant sa cellule. 
Au moment du complot des blouses blanches, Jacques Duclos lui impose la publication dans Ce soir d'articles qui « sont carrément antisémites » car « le vieux Staline préparait un gigantesque pogrom ». Dans ses mémoires publiés en 1976, l'année d'après le décès de Jacques Duclos, Daix avait plutôt accusé Auguste Lecoeur, qui a dénoncé « les tentatives des fauteurs de guerre pour camoufler leurs crimes sous le vêtement rabbinique, la blouse médicale ou la soutane du prêtre », le 21 janvier 1953 au meeting organisé chaque année à la Mutualité pour l'anniversaire de la mort de Lénine,. L'Humanité n’a pas repris ce propos le 22 janvier, mais il figure intégralement dans les Cahiers du communisme – réservés aux cadres du parti. 
Lorsque Ce soir cesse sa parution en mars 1953, il accompagne Aragon à l'hebdomadaire Les Lettres françaises, dont il redevient rédacteur en chef jusqu'en 1972, date de la fin du journal.
Ainsi il y est le collaborateur de Louis Aragon de 1948 à 1972. Il publie en 1957 une Lettre à Maurice Nadeau dans laquelle il aborde les crimes de Joseph Staline. Il participe à l'« ouverture » des Lettres françaises, et aux prises de position de cet organe en faveur de la littérature soviétique « dissidente ».
Il fait partie du premier comité de rédaction de La Nouvelle Critique lorsque celle-ci est créée en 1949 à destination des intellectuels communistes.
Marié aux lendemains de la Libération avec la résistante Madeleine Riffaud, qui devient par la suite grande reporter à L'Humanité, il épouse dans les années 1950 Anne Villelaur, des Lettres françaises. Ils se séparent treize ans plus tard. Pierre Daix se marie à Ivry en troisième noces, le 20 décembre 1967, avec Françoise London, fille des résistants communistes Artur et Lise London.

### Rupture avec le communisme
En 1963 Pierre Daix présente Une journée d'Ivan Denissovitch d'Alexandre Soljenitsyne aux lecteurs français : autorisé en URSS, ce livre est alors la manifestation d'une volonté d'ouverture de certains cercles du pouvoir communiste. En 1968 lors du Printemps de Prague, Daix écrit dans un éditorial que la majorité des étudiants tchécoslovaques sont favorables à cette ouverture, et contribue au débat sur la « nouvelle critique » (dans la revue communiste La Nouvelle Critique) et sur l'histoire de l'art moderne.
Mais la répression du « socialisme à visage humain » de Prague le place en porte-à-faux et en 1974, peut-être pour se « rattraper », il publie à l'occasion de la sortie de L'Archipel du Goulag le livre : Ce que je sais de Soljenitsyne qui, tout en reconnaissant « certaines erreurs » du régime communiste, décrédibilise l'auteur dissident. En vain : après une passe d'armes avec René Andrieu, rédacteur en chef de L'Humanité, la rupture est consommée entre le PCF et Pierre Daix.
En octobre 1978, dans une chronique prémonitoire parue dans Le Point, après l'élection du pape Jean-Paul II, il intitule son article L'espoir a changé de camp et décrit le désarroi idéologique qui commence à ébranler le communisme.
Du début des années 1980 et jusqu'à l'arrêt de la parution du titre en 1994, il collabore au Quotidien de Paris (Groupe Quotidien) dirigé par Philippe Tesson.
Il repose au cimetière parisien d'Ivry (44e division).

## Prix et distinctions
- 1985 : Prix Charles-Blanc de l’Académie française
- 1987 : Prix Louis Barthou de l’Académie française
- 1989 : Médaille d'or du mérite des beaux-arts du Ministère de l'Éducation, de la Culture et des Sports espagnol[19].
- 2003 : Prix Georges-Pompidou pour sa contribution à la connaissance de l’art par ses très nombreux ouvrages sur le sujet[20]
- 2005 : Prix Louis Barthou de l’Académie française
- 12 avril 2009 : promotion au titre de grand officier de la Légion d'honneur
- 13 juillet 2012 : promotion au titre de grand croix de la Légion d'honneur

## Publications

### Romans
- La dernière forteresse. Roman, les Éditeurs français réunis, dépôt légal 1er trimestre 1950, n° d'éditeur 234
- Les Embarras de Paris. Roman, Les Éditeurs français réunis, 1956
- Les Revenantes, Librairie Arthème Fayard, 2008

### Sur l'art
- Avec Thierry Wolton, Natacha Dioudjeva, et al., Culture et pouvoir communiste, L’autre face de Paris-Moscou, Revue Recherches n°39, octobre 1979.
- L'Ordre et l'Aventure : peinture, modernité et répression totalitaire, Arthaud, Paris, 1984, prix Charles Blanc de l’Académie française en 1985
- La Vie quotidienne des surréalistes. 1917-1932, Hachette, Paris, 1993  (ISBN 2-01-014359-0)
- Pour une histoire culturelle de l’art moderne : tome 1, De David à Cézanne, Odile Jacob, Paris, 1998.  (ISBN 2-7381-0559-9) (BNF 36971316).
- Pour une histoire culturelle de l’art moderne : tome 2, Le Vingtième Siècle, Odile Jacob, Paris, 2000.  (ISBN 2-7381-0694-3) (BNF 37187872).

#### Sur Picasso
- Avec Georges Boudaille, Joan Rosselet, Picasso, 1900-1906 : catalogue raisonné de l'œuvre peint, Ides et Calendes, Paris, 1966, 344 p.
- Picasso, vie du peintre, Seuil, Paris, 1977
- La Vie de peintre de Pablo Picasso, éd. Seuil, Paris, 1977  (ISBN 2-02-004740-3)
- Tout l'œuvre peint de Picasso, éd. Flammarion, Paris, 1980  (ISBN 2-08-011213-9)
- Picasso créateur, Seuil, Paris, 1987
- Picasso, Rungis, Profils de l'art, éd. Chêne, Paris, 1990
- (es) Avec Juan Carrete Parrondo, Picasso : suite Vollard, éd. Bancaja, Valence, 1994  (ISBN 9788487684524).
- Dictionnaire Picasso, Robert Laffont, Paris, 1995, 995 p.  (ISBN 2-221-07443-2)
- Une saison Picasso, éd. du Rocher, Paris, 1997  (ISBN 2-268-02510-1)
- Avec Pablo Picasso, Gérard Gosselin et Raymond Bachollet, Picasso et la presse - Un peintre dans l'histoire, Cercle d'art, 2000
- Avec Armand Israël, Pablo Picasso : dossiers de la Préfecture de police (1901-1940), éd. Acatos, Lausanne, 2003, 140 p.  (ISBN 2-940332-23-1)
- Picasso, trente ans après, Ides et Calendes, Neuchâtel, 2003  (ISBN 2-8258-0203-4)
- Les Après-guerres de Picasso (1945-1955) et sa rupture avec Aragon, Ides et Calendes, Neuchâtel, 2005  (ISBN 978-2-8258-0226-7)
- Avec Pierre-André Boutang, 13 journées de la vie de Picasso (DVD), Réunion des musées nationaux, Paris, 2005
- Avec Anne Baldassari, Peter-Klaus Schuster et Heinz Berggruen, Picasso/Berggruen : Une collection particulière, Flammarion, Paris, 2006, 203 p.  (ISBN 2-08-011659-2)
- Avec Jean-Louis Andral, Picasso : la joie de vivre (1946-1949), Skira, Paris, 2006  (ISBN 88-7624-886-2)
- Les Après-guerres de Picasso (1945-1955) et sa rupture avec Aragon, Ides et Calendes, Neuchâtel, 2006  (ISBN 2-8258-0226-3)
- Avec Jorge Semprún, Maria Teresa Ocaña, Jean-Paul Barbier-Mueller, Picasso : L'homme au mille masques, Somogy, Paris, 2006, 239 p.  (ISBN 2-85056-984-4)

#### Sur d'autres peintres
- Delacroix le libérateur, Club des amis du livre progressiste, Paris, 1963
- La Vie de peintre d'Édouard Manet, Fayard, Paris, 1983, 336 p.  (ISBN 2-213-01287-3)
- Gauguin, J.-C. Lattès, Paris, 1989, 418 p.
- Hans Hartung, Bordas/Gervis, Paris, 1991, 393 p.  (ISBN 2-04-018522-4)
- Nicolas de Staël. Lettres et dessins, Ides et Calendes, Neuchâtel, 2000, 128 p.  (ISBN 2-8258-0120-8)
- Avec Pierre Soulages et James Johnson Sweeney, Pierre Soulages : l'œuvre 1947-1990, Ides et Calendes, Neuchâtel, 2000, 255 p.
- Zao Wou-ki : l'œuvre 1935-1993, Ides et Calendes, Neuchâtel, 2000, 255 p.  (ISBN 2-8258-0052-X)
- Antoni Clavé. Assemblages, 1960-1999, éd. Ides et Calendes, Neuchâtel, 2001  (ISBN 2-8258-0163-1)
- Une maîtresse pour l'éternité, éd. Rocher, Paris, 2002  (ISBN 2-268-04450-5) (roman sur la vie amoureuse de Cézanne)

### Sur l'histoire et la littérature
- Prague au cœur, Union générale d'éditions, Paris, 1974, 310 p.
- J'ai cru au matin, Laffont, Paris, 1976, 470 p. (autobiographie politique)
- La Vie quotidienne des Surréalistes, 1917-1932, Hachette, 1993, 421 p.  (ISBN 2-01-014359-0)
- Quatre jours en novembre, Belfond, Paris, 1994, 293 p.  (ISBN 2-7144-3141-0)
- Braudel, Flammarion, Paris, 1995, 567 p. (biographie sur l’historien Fernand Braudel)
- Aragon : une vie à changer, Flammarion, 1994, 2e éd. (1re éd. 1975), 564 p. (biographie sur le poète et communiste Louis Aragon)  (ISBN 2-08-067012-3)
- Tout mon temps, Révisions de ma mémoire, Librairie Arthème Fayard, 2001, 530 p. (autobiographie)  (ISBN 2-213-60859-8)
- Mariano Constante, Pierre Daix (préface), Antonio Muñoz-Molina (postface), Le Partisan espagnol : 1933-1945, Paris, Tirésias, 2004, 263 p.  (ISBN 2-915293-08-2)
- "Les Lettres françaises" : jalons pour l'histoire d'un journal, 1941-1972, Tallandier, Paris, 2004, 250 p.  (ISBN 2-84734-138-2)[21]
- Bréviaire pour Mauthausen, Gallimard, Paris, 2005  (ISBN 2-07-077431-7) – Prix François-Mauriac de la région Aquitaine
- Aragon avant Elsa, Paris, Tallandier, coll. « Texto », 2009, 288 p. (ISBN 978-2-84734-612-1) → suivi de Aragon et la peinture
- Avec Elsa Triolet (1945-1971), Gallimard, Paris, 2010  (ISBN 978-2-07-012959-1)
- Les Combattants de l'impossible. La tragédie occultée des premiers résistants communistes, Robert Laffont, Paris, 2013, 236 p.  (ISBN 978-2-221-13381-1)

### Autre
- François Pinault. Essai biographique, éd. de Fallois, Paris, 1998  (ISBN 2-87706-317-8)

### Traductions
- (es) Historia Cultural Del Arte Moderno, Cátedra, Madrid, 2004  (ISBN 84-376-1998-X)
- (en) Picasso: Life and Art, Thames & Hudson, Toronto, 1994, 450 p.  (ISBN 0-500-27742-7)
- (en) Anne Baldassari (dir.), Michael C. Fitzgerald (en), Brigitte Leal, Picasso and Portraiture: Representation and Transformation, Museum of Modern Art, New York, 1996  (ISBN 0-8109-6160-1)
- (en) Avec Pablo Picasso, Anna Fabregas, Christopher Green, Picasso: Landscapes 1890-1912 : From the Academy to the Avant-Garde, Little Brown, New York, 1995  (ISBN 0-8212-2239-2)
- (en) Avec Lorraine Levy, Picasso (Profiles in Art), Barrie & Jenkins, Londres, 1991  (ISBN 0-7126-4960-3)
- (en) Avec Joan Rosselet, Picasso: The Cubist Years, 1907-1916. A Catalogue Raisonne of the Paintings and Related Works, Thames and Hudson, New York, 1979, 375 p.
- (en) Cubists and Cubism, Rizzoli/Skira, New York, 1982, 170 p.

### Articles
- Une littérature de parti (I), La Nouvelle Critique, n° 7, juin 1949, p. 73–81
- Une littérature de parti (I), La Nouvelle Critique, n° 8, juillet-août 1949, p. 52–59
- Le héros positif en littérature, La Nouvelle Critique, n° 11, décembre 1949, p. 83–92 (passim)
- Vient de paraître…, La Nouvelle Critique, 2e année, no 20, novembre 1950, p. 89–97
- Exactitude documentaire et vérité artistique dans le tome V des Communistes d'Aragon, La Nouvelle Critique, 3e année, n° 27, juin 1951, p. 124–131
- L'objectivité d'Aragon, La Nouvelle Critique, 3e année, no 29, septembre - octobre 1951, p. 65–72
- 1988, Recherches sur les Demoiselles d'Avignon, article paru dans la Gazette des Beaux-Arts
- « Le nu au XXe siècle », exposition, Saint-Paul, Fondation Marguerite et Aimé Maeght, 4 juillet-30 octobre 2000, catalogue par Jean-Louis Prat et Pierre Daix
- Picasso et Matisse revisités, 9 octobre 2002
- Triangle bleu : Les Républicains espagnols à Mauthausen par Manuel Razola, Constante Mariano, et Pierre Daix, 23 janvier 2002
- Le Cubisme De Picasso : Catalogue Raisonne De L'Œuvre Peint 1907-1916 par Pierre Daix et Joan Rosselet, juin 1979
- Antoni Clavé : Assemblages 1960-1999, 14 octobre 2001
- Nouvelle Critique Et Art Moderne, 29 octobre 1968
- Zao Wou-Ki par Pierre Daix et Wou-ki Zao, 3 mai 2000
- Picasso, 27 septembre 1993
- Amélia par Henry Fielding, Pierre Daix et Anne Villelaur, 5 janvier 2000
- Pierre Alechinsky par Pierre Daix et Pierre Alechinsky, 3 août 1999
- Picasso et le théâtre, les décors d'Œdipe-Roi : Exposition, Antibes, musée Picasso, (15 janvier-21 mars 1999) par Pierre Daix, 10 mars 1999
- Picasso par Pierre Daix et Joan Rosselet, 29 octobre 1979
- Picasso par Pierre Daix et Georges Boudaille, décembre 1967
- Lettres à Denise par Louis Aragon et Pierre Daix mai 1997
- Une saison Picasso, 4 mars 1997
- Revue de la BNF, no 8 – 2001, « Les collections sous le regard des écrivains »[22]

## Interviews
- « Aragon survivra-t-il à la chute du communisme ? », propos recueillis par André Clavel, L’Événement du jeudi, 28 avril 1994, p. 110–111
- « Aragon n'est pas innocent », propos recueillis par Catherine Argand, Lire, no 255, mai 1997, p. 42–43
- « Il s'est accroché à un parti qui ne voulait pas de lui », propos recueillis par Sébastien Le Fol, Le Figaro littéraire, 13 mars 2004, p. 3
- « Pierre Daix, de l'autobiographie à l'autocritique », propos recueillis par Catherine Nay et Patrice de Néritens[23], Le Figaro Magazine, samedi 24 février 2001, p. 39 sq.
- « Pierre Daix, témoignage d'un déporté à Mauthausen », centre régional de documentation pédagogique de l'académie de Créteil[24]

## Filmographie
- L'Instinct de Résistance, documentaire réalisé par Jorge Amat (2014)

### Filmographie
- Il témoigne sur son expérience dans le camp de Mauthausen dans le film documentaire L'Instinct de Résistance de Jorge Amat, aux côtés de Stéphane Hessel, Armand Gatti et Serge Silberman.